# طرائف أصدقاء (فلم)
طرائف أصدقاء هو فيلم تلفزي كوميدي مغربي من إخراج نور الدين دوكنة سنة 2006، و بطولة كل من بنعيسى الجيراري، حنان الإبراهيمي، عزيز حطاب، خالد بنشكرة، يوسف بريطل، جميلة لسكير، وغيرهم.

## القصة
يتحدث الفيلم عن شاب اسمه "يوسف"، مهنته سباك، يتعرض لعدد من المقالب من طرف أصدقائه.